# العلاقات الساموية الكندية
العلاقات الساموية الكندية هي العلاقات الثنائية التي تجمع بين ساموا وكندا.

## مقارنة بين البلدين
هذه مقارنة عامة ومرجعية للدولتين:
| وجه المقارنة                                              | ساموا                        | كندا                     |
| --------------------------------------------------------- | ---------------------------- | ------------------------ |
| المساحة (كم2)                                             | 2.84 ألف                     | 9.98 مليون               |
| عدد السكان (نسمة)                                         | 196.44 ألف                   | 35.70 مليون              |
| الكثافة السكانية (ن./كم²)                                 | 69.17                        | 3.58                     |
| العاصمة                                                   | أبيا                         | أوتاوا                   |
| اللغة الرسمية                                             | لغة إنجليزية، اللغة الساموية | لغة إنجليزية، لغة فرنسية |
| العملة                                                    | تالا ساموي                   | دولار كندي               |
| الناتج المحلي الإجمالي (بليون دولار)                      | 856.63 مليون                 | 1.65 تريليون             |
| الناتج المحلي الإجمالي (تعادل القوة الشرائية) بليون دولار | 1.15 مليار                   | 1.59 تريليون             |
| الناتج المحلي الإجمالي الاسمي للفرد دولار أمريكي          | 3.94 ألف                     | 43.25 ألف                |
| الناتج المحلي الإجمالي للفرد دولار أمريكي                 | 5.79 ألف                     | 45.07 ألف                |
| مؤشر التنمية البشرية                                      | 0.702                        | 0.913                    |
| رمز المكالمات الدولي                                      | +685                         | +1                       |
| رمز الإنترنت                                              | .ws                          | .ca                      |
| المنطقة الزمنية                                           | ت ع م+13:00                  |                          |

## منظمات دولية مشتركة
يشترك البلدان في عضوية مجموعة من المنظمات الدولية، منها:
| علم المنظمة | اسم المنظمة                               | تاريخ انضمام ساموا | تاريخ انضمام كندا |
| ----------- | ----------------------------------------- | ------------------ | ----------------- |
|             | مؤسسة التنمية الدولية                     | 28 يونيو 1974      | 24 سبتمبر 1960    |
|             | يونسكو                                    | 3 أبريل 1981       | 4 نوفمبر 1946     |
|             | مؤسسة التمويل الدولية                     | 28 يونيو 1974      | 20 يوليو 1956     |
|             | منظمة حظر الأسلحة الكيميائية              | ?                  | ?                 |
|             | الأمم المتحدة                             | 15 ديسمبر 1976     | 9 نوفمبر 1945     |
|             | الاتحاد الدولي للاتصالات                  | 7 أكتوبر 1988      | 1 يوليو 1908      |
|             | منظمة الشرطة الجنائية الدولية             | ?                  | ?                 |
|             | البنك الدولي للإنشاء والتعمير             | 28 يونيو 1974      | 27 ديسمبر 1945    |
|             | الاتحاد البريدي العالمي                   | ?                  | ?                 |
|             | المركز الدولي لتسوية المنازعات الاستشارية | 25 مايو 1978       | 1 ديسمبر 2013     |
|             | وكالة ضمان الاستثمار متعدد الأطراف        | 27 سبتمبر 2002     | 12 أبريل 1988     |
|             | بنك التنمية الآسيوي                       | 1966               | 1966              |
|             | منظمة التجارة العالمية                    | ?                  | ?                 |
|             | دول الكومنولث                             | ?                  | ?                 |

## أعلام
هذه قائمة لبعض الشخصيات التي تربطها علاقات بالبلدين:
- دوين جونسون (2 مايو 1972[19] – )

## وصلات خارجية
- موقع وزارة الخارجية الكندية